# Souchitsa (Novo Selo)
Souchitsa (en macédonien Сушица) est un village du sud-est de la Macédoine du Nord, situé dans la municipalité de Novo Selo. Le village comptait 1811 habitants en 2002.

## Démographie
Lors du recensement de 2002, le village comptait :
- Macédoniens : 1 808
- Serbes : 2
- Autres : 1